# Hòa Kiến
Hòa Kiến là một xã thuộc thành phố Tuy Hòa, tỉnh Phú Yên, Việt Nam.
Xã Hòa Kiến có diện tích 32,95 km², dân số năm 1999 là 7.424 người, mật độ dân số đạt 225 người/km².

## Du lịch
Trong xã có một số địa điểm du lịch và di tích, suối Đá Bàn Thôn Cẩm Tú, chùa Minh Sơn, chùa Hang Thôn Minh Đức, vực Cây xanh thôn Thọ Vức, núi Chóp Chài.
Nghĩa Trang TP. Tuy Hòa thuộc địa bàn xã Hòa kiến.

## Hành chính
Xã Hòa Kiến được chia thành 8 thôn gồm: Tường Quang, Thọ Vức, Xuân Hòa, Minh Đức, Quan Quang, Cẩm Tú, Ngọc Phong, Sơn Thọ.